# 33221 Raqueljacobson
33221 Raqueljacobson este o planetă minoră (asteroid), cu un diametru de 3,012 km, din centura de asteroizi. A fost descoperită pe 31 martie 1998 la Experimental Test Site⁠(d) de Lincoln Near-Earth Asteroid Research. 
Obiectul prezintă o orbită caracterizată de o semiaxă mare de 2,2013903 UAi, o excentricitate de 0,18, o înclinație de 4,94537 ° în raport cu ecliptica.